# Aischylos (syn Agaméstora)
Aischylos (starořecky Αἰσχύλος, latinsky Aeschylus) je syn a následník aténského archonta Agaméstora. (pravděpodobně mytický)
Aischylos, syn Agaméstora, byl posledním archontem, který svůj úřad zastával až do své smrti. Podle antického autora Jeronýma, vládl od roku 778 před Kr. do roku 755 před Kr.
Starověký autor Eusebios z Kaisareie uvádí, že během jeho 23leté vlády se konaly první olympijské hry, na kterých v běhu na jedno stadion zvítězil Koroibos z Élidy. Do této události od vlády prvního athénského krále Kekropa uběhlo 780 let. Datum prvních olympijských her (776 před Kr.) se pak stal počátkem řeckého kalendáře. Nástupcem Aischyla se stal Alkmaión, který vládl jen dva roky a potom Athéňané omezili délku panování archontů na deset let.